# Vale (канадская компания)
Vale Limited (произносится Вале Лимитед) — канадская горнорудная компания, дочерняя компания бразильской горнорудной компании Vale. Штаб-квартира — в Торонто, Канада.

## История
Компания International Nickel Company (Inco) основана в 1902 году в штате Нью-Джерси (США) путём слияния ряда компаний, в том числе Canadian Copper Co., Orford Copper Co. и Société Minière Caledonienne. В Финляндии Inco основала дочернюю компанию Петсамоникель
24 октября 2006 года контрольный пакет акций Inco был приобретён бразильской горнорудной компанией Companhia Vale do Rio Doce (CVRD). С 4 января 2007 года полностью перешла под контроль CVRD и была переименована в CVRD Inco Limited. 29 ноября 2007 года компания получила название Vale Inco.

## Собственники и руководство
Vale Limited полностью контролируется бразильской горнодобывающей компанией Vale.
Президент и главный исполнительный директор (CEO) компании — Питер Поппинга.

## Деятельность

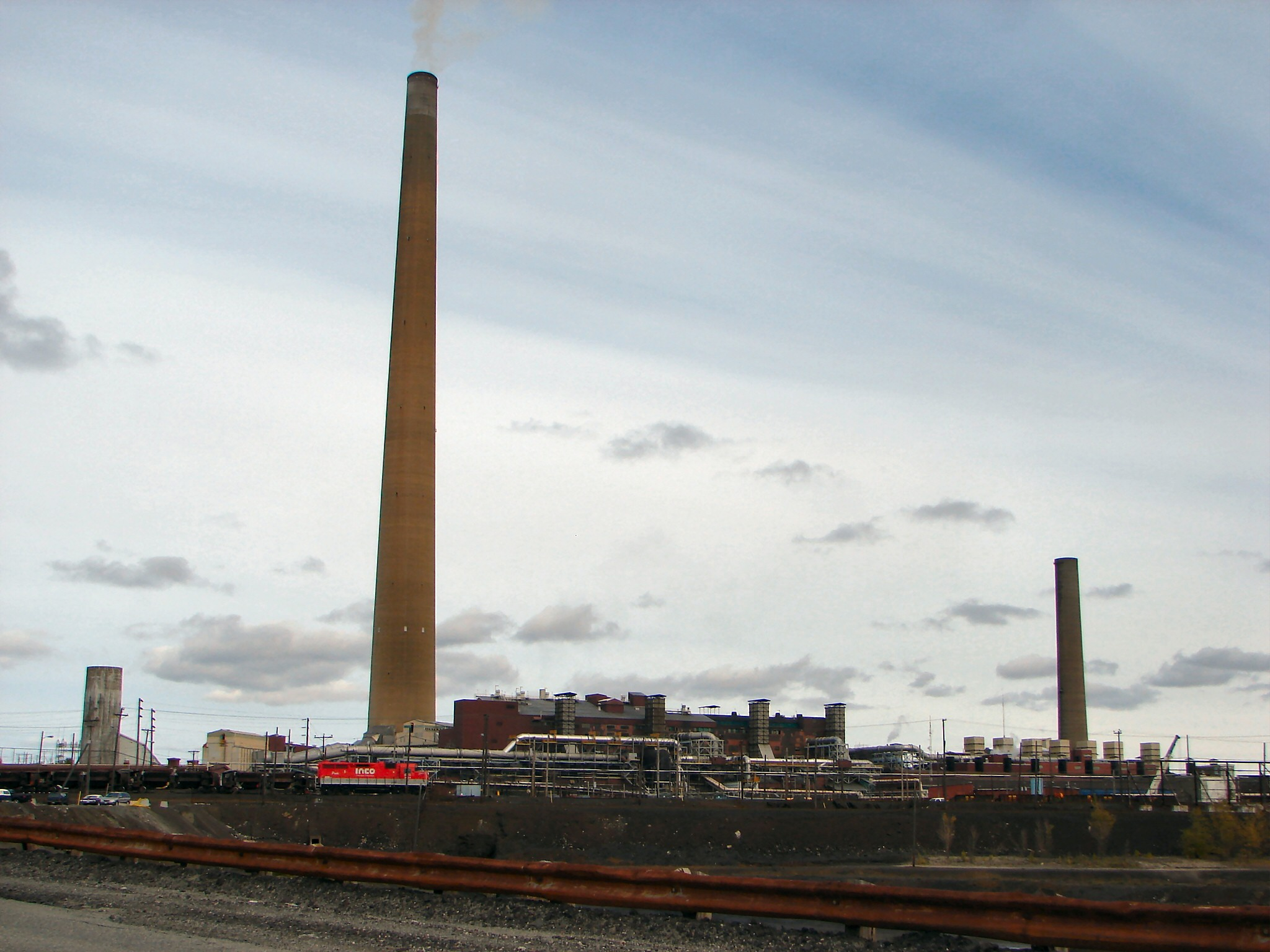
Inco Superstack, самая высокая труба в Западном полушарии (381 м), на никелеплавильном предприятии Vale Limited в провинции Онтарио, Канада

Vale Limited добывает и выплавляет никель, медь, кобальт. До продажи бразильской CVRD компания была вторым после «Норильского никеля» производителем никеля в мире.
Численность персонала — 11700 человек (2005 год). Выручка за 2005 год — $4,5 млрд, чистая прибыль — $317 млн.